# Вале тудо
Вале тудо (у преводу „све вреди“, „све дозвољено"). Потиче из португалског језика и користи се у разним борилачким спортовима. Други називи су "Free fight" (слободна борба), "No holds barred fighting", "Mixed martial arts" (мешавина борилачких вештина) или шуто.
Вале тудо је на почетку стајао за серију приредби борилачких спортова у Бразилу раног 20. века. Јапански имигранти у Бразилу су са собом донели џијуџицу и џудо. Настале су такмичења борилачких спортова без или са мало правила, одатле појам да је све дозвољено. Најпознатији представници бразилских борилачких спортова била је фамилија Грасије, чији је бразилски џијуџицу постао једна од основа данашњих вале тудо борби.  